# Радосавлевич, Зоран
Зоран Радоса́влевич (серб. Зоран Радосављевић; 26 февраля 1965 года — 26 марта 1999 года) — майор ВВС Югославии. Участник войны НАТО против Югославии.

## Биография

### Ранняя служба
Родился 26 февраля 1965 года в Приштине в семье Светозара и Радойки Радосавлевичей. Отец служил в Югославской народной армии и часто переезжал, поэтому Зоран вместе со своей семьёй (у него была ещё и сестра Снежана) также менял место жительства. Детство провёл в разных городах от Скопье и Крушеваца до Белграда. Окончил начальную школу «Старина Новак» в Белграде, поступил в военную гимназию и затем в авиационную академию. Был отличником в школе. Учился в Лётном училище имени Маршала Тито в Мостаре, затем в Лётной военной академии в Пуле и Задаре, окончил её в 1987 году с отличием.
Зоран начал службу в Белграде как лётчик-истребитель на самолёте МиГ-21. Произведён в 1992 году в капитаны 1-го класса, тогда же прошёл переобучение на самолёте МиГ-29 и стал самым юным пилотом в эскадрилье МиГ-29. Получил высшее образование на транспортном факультете Белградского университета, курсе лётной навигации, став одним из ведущих специалистов Югославии в этой области. В 1998 году получил звание магистра технических наук, поддерживал хорошие связи со своими научными руководителями.
Зоран не был женат, хотя встречался с девушкой по имени Таня и был намерен с ней венчаться. Детей у него не было.

### Бомбардировки Югославии (1999)
Во время начала войны НАТО против Югославии 24 марта 1999 года, Зоран находился в своем подразделении, в 127-й авиационной эскадрильи «Рыцари», которые располагались на военном аэродроме Батайница. 26 марта, спустя два дня после начала бомбардировок полковник Слободан Перич и его коллега Зоран Радосавлевич получили приказ о мерах по противостоянию авиации НАТО, хотя сил для полноценного отражения атаки у Югославии не хватало. Самолёты МиГ-29 были в сносном состоянии и не могли вести воздушный бой: радары самолётов НАТО имели радиус действия 120 км, что было во много раз больше радиуса действия радаров югославских самолётов. Фактически пилоты могли атаковать противника только при визуальном контакте. Перед последним вылетом, прощаясь с матерью, которая отговаривала его от полёта, Зоран сказал:

Я должен, мама. Кем будет человек, если он потеряет родину? Мы, пилоты, должны принять на себя первый удар, чтоб спасти хотя бы одного ребёнка в этой стране.
Оригинальный текст (серб.)Мама, морам. Шта је човек ако изгуби своју домовину? Ми пилоти морамо да преузмемо први удар на себе и тако спасемо бар неко дете у овој земљи.

26 марта 1999 года в 17:00 пара МиГ-29Б, пилотируемых майором Слободаном Перичем и его ведомым, капитаном первого класса Зораном Радосавлевичем, поднялась в воздух с целью обнаружения группы американских самолётов, приближавшихся с территории Боснии. Из-за ошибки командования югославы держались на средней высоте, вместо того чтоб следовать на малой. Вдобавок неопытный диспетчер в начале перепутал направление и направил их сначала на север, а только потом на юго-запад. Вскоре лётчикам удалось обнаружить группу истребителей-бомбардировщиков F-15E — на сербско-боснийской границе. Слободан Перич выпустил ракету, попавшую в один из F-15E. Однако полёт на средней высоте и изначально ошибочный курс сыграли американцам на руку. В результате попадания ракеты, выпущенной с вражеского истребителя F-15C капитаном Джеффом Хвангом, погиб капитан первого класса Зоран Радосавлевич. Его самолёт был сбит в районе Маевицы на территории Республики Сербской. Последнее, что передал Радосавлевич своему коллеге Перичу, — намерение уйти в облака от вражеских ракет.
Тело Зорана Радосавлевича нашли в тот же день двое детей недалеко от местечка Теочак около Биелины. Самолёт был полностью разрушен. Тело было передано солдатам Армии Республики Сербской и доставлено в  морг в Лознице, а похороны состоялись в три дня.

## Память
- За проявленный героизм он был посмертно награждён Орденом за храбрость, также приказом командующего ВВС и ПВО генерала Спасое Смилянича погибшему Зорану Радосавлевичу было посмертно присвоено звание майора.
- С сентября 1999 года в Черногории, а с 2009 года в Сербии проходит ежегодная парусная регата имени Зорана Радосавлевича.
- Лучшим студентам отделения воздушного транспорта при транспортном факультете Белградского университета на аэродроме Батайница ежегодно вручается награда имени Зорана Радосавлевича.
- Имя Радосавлевича носила главная улица в Батайнице.